# Postauto

Logo zwischen 1998 und 2023 (deutsche Version).

Als Postauto werden hauptsächlich in der Schweiz die motorisierten Nachfolger der Postkutsche bezeichnet. In anderen Ländern ist der Ausdruck Postbus gebräuchlich.

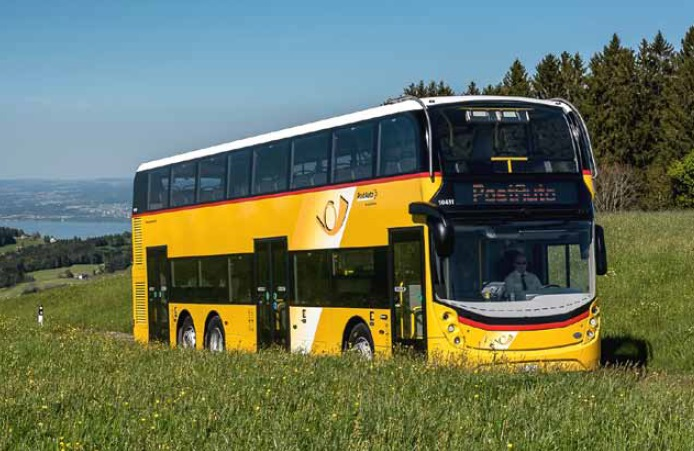
Doppelstock-Postauto im Appenzeller Vorderland

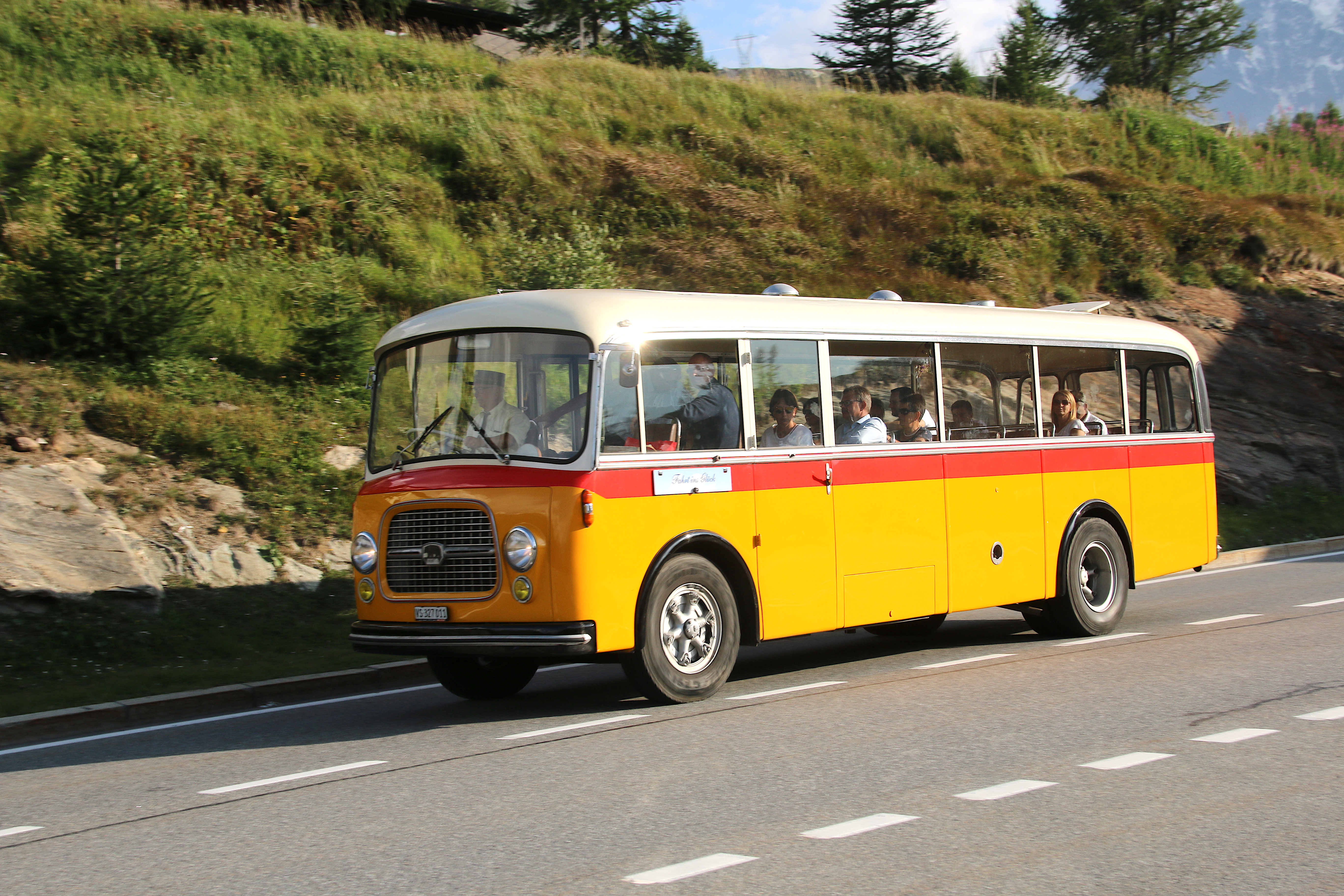
Historisches Postauto auf dem Simplonpass

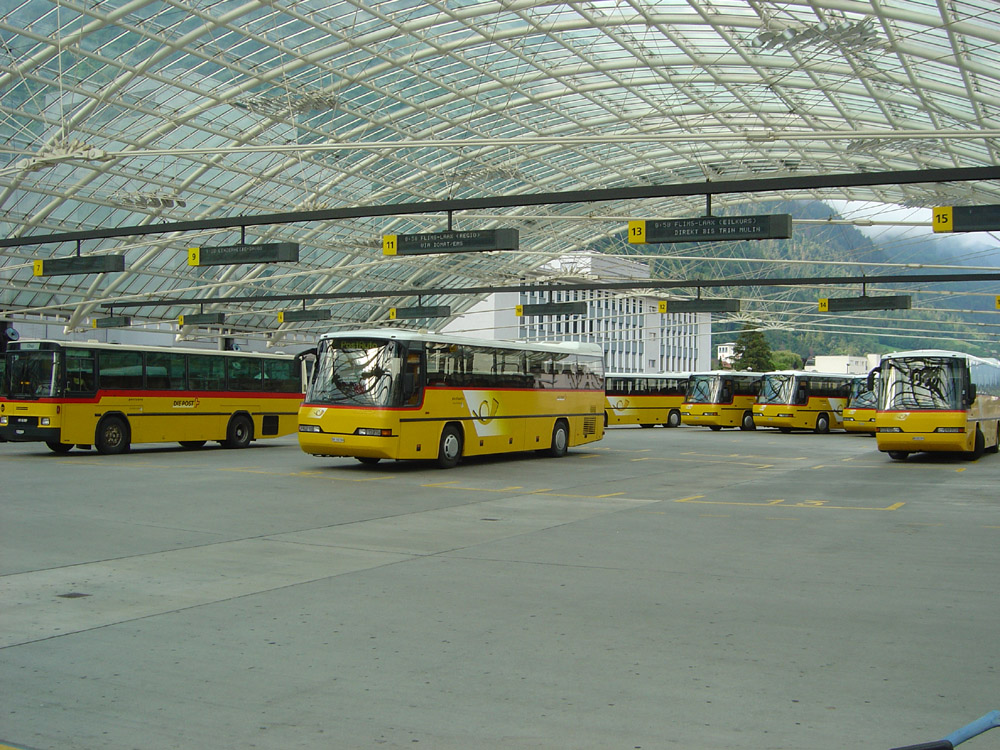
Postautodeck über den Geleisen des Bahnhofs Chur (Aufnahme 2005). Ab Chur, dem Endbahnhof der Normalspur-Eisenbahn, werden nicht nur Orte ohne Bahnanschluss der Rhätischen Bahn angefahren: es existieren auch interregionale Strecken wie über die Lenzerheide und durch das Oberhalbstein nach Bivio und St. Moritz oder alpenquerend der Eilkurs über den San Bernardino auf die Alpensüdseite nach Bellinzona.

War früher die Verbindung von Post- und Personentransport üblich, liessen sich diese Bedürfnisse immer schlechter aufeinander abstimmen, sodass die Posttransporte gegen Ende des zwanzigsten Jahrhunderts weitgehend vom öffentlichen Verkehr getrennt wurden. Dies galt nicht nur für die Postautos, sondern auch für andere konzessionierte Buslinien und ebenfalls für die Eisenbahn. Bereits etwas früher wurde auch der Expressgut- und Stückguttransport aus dem öffentlichen Verkehrssystem herausgelöst. Diese Trennung zeigte sich auch in der rechtlichen Ausgestaltung der PostAuto AG als 100-prozentige Konzerngesellschaft der Schweizerischen Post. Nach wie vor werden in peripheren Regionen Poststellen durch Postautos mit Post beliefert.

## Geschichte
Das erste Postauto verkehrte am 1. Juni 1906 von Bern nach Detligen. Aus Armeebeständen wurden nach dem Ersten Weltkrieg 100 Lastwagen beschafft. Diese wurden mit Postautokarosserien (Cars alpins) versehen. 1919 folgten am Simplon die Fahrten über die Alpenpässe. Die Schweizerische Reisepost, wie der Postautodienst bis in die 1990er Jahre hiess, ersetzte nach und nach die Pferdeposten durch Postautos, erschloss aber dank des Monopols (Postregal, siehe oben) auch zahlreiche neue Gebiete. 1930 war die Pferdepost fast bedeutungslos geworden. Auf 94 Linien vom 596 km Gesamtlänge wurden nur noch 0,6 % der Reisenden befördert. Die letzte Pferdepost verkehrte bis 1961 zwischen Cresta und Juf im Kanton Graubünden.
Die Post-, Telefon- und Telegrafenbetriebe (PTT) hielten einen Teil der Fahrzeuge selbst. Diese Busse trugen wie alle der Post gehörenden Autos Kontrollschilder mit dem Vermerk «P» anstelle der üblichen Kantonsabkürzung. Mehrheitlich vergaben die PTT den Transportauftrag privaten Busunternehmern, den Postautohaltern. Diese Geschäftspolitik wird noch heute aufrechterhalten. Die Postautos hatten grösstenteils am Heck eine Tür, damit das Transportgut der Post einfacher ein- und ausgeladen werden konnte. Sie waren zumeist Schweizer Fabrikate von Saurer, Berna und FBW. Dazu kamen ähnliche Busse von Mercedes und Volvo. Sie wurden in den 1990er Jahren flächendeckend von moderneren Bussen abgelöst.

Eines der ersten Postautos (1907)
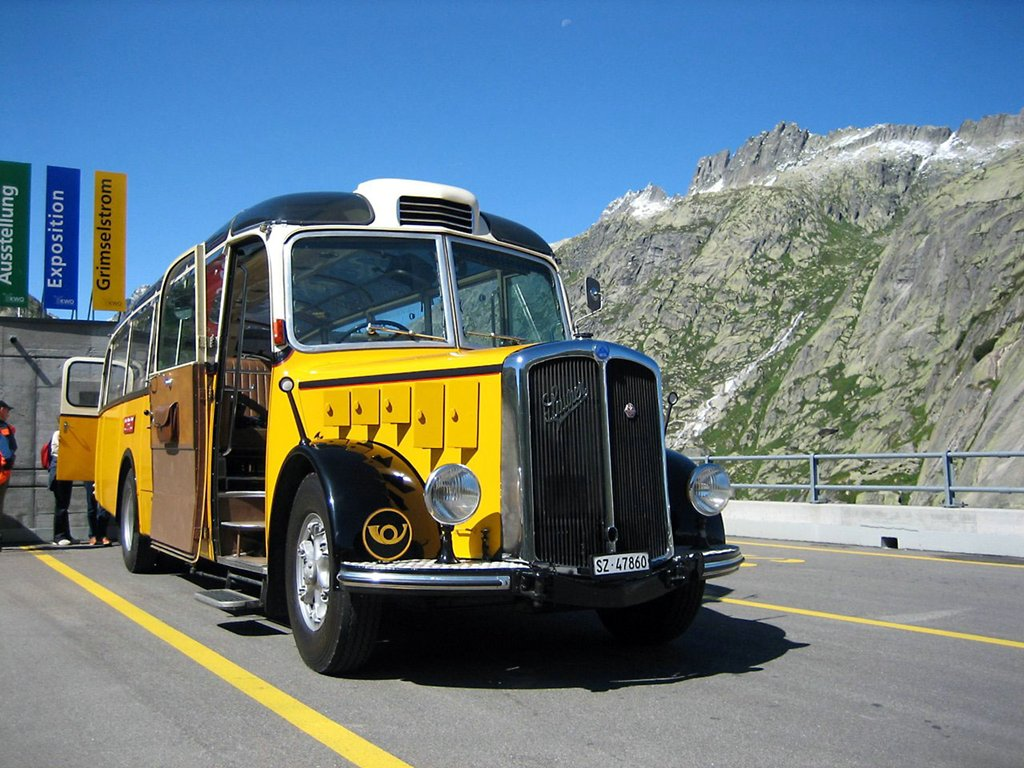
Oldtimer-Postauto der Marke Saurer auf dem Grimselpass
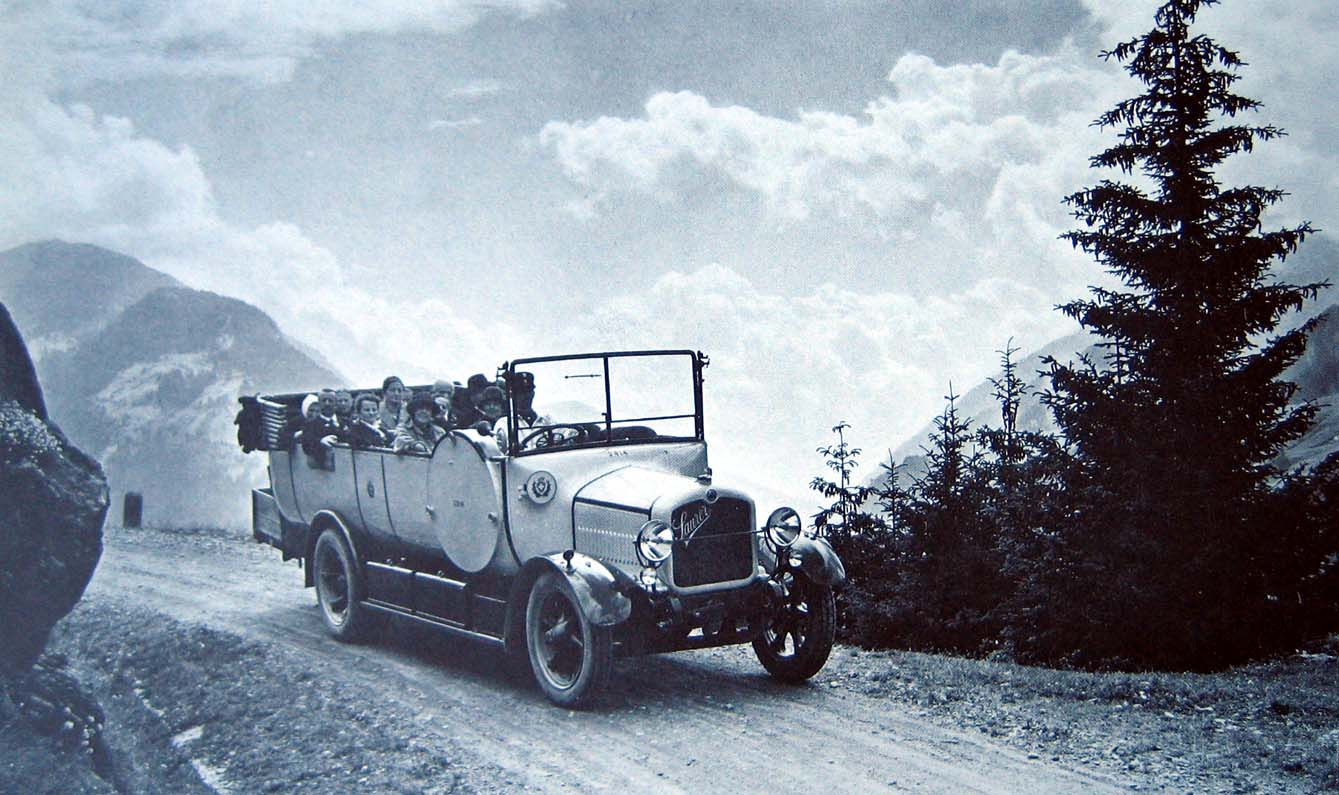
Car-Alpin von Saurer, um 1930
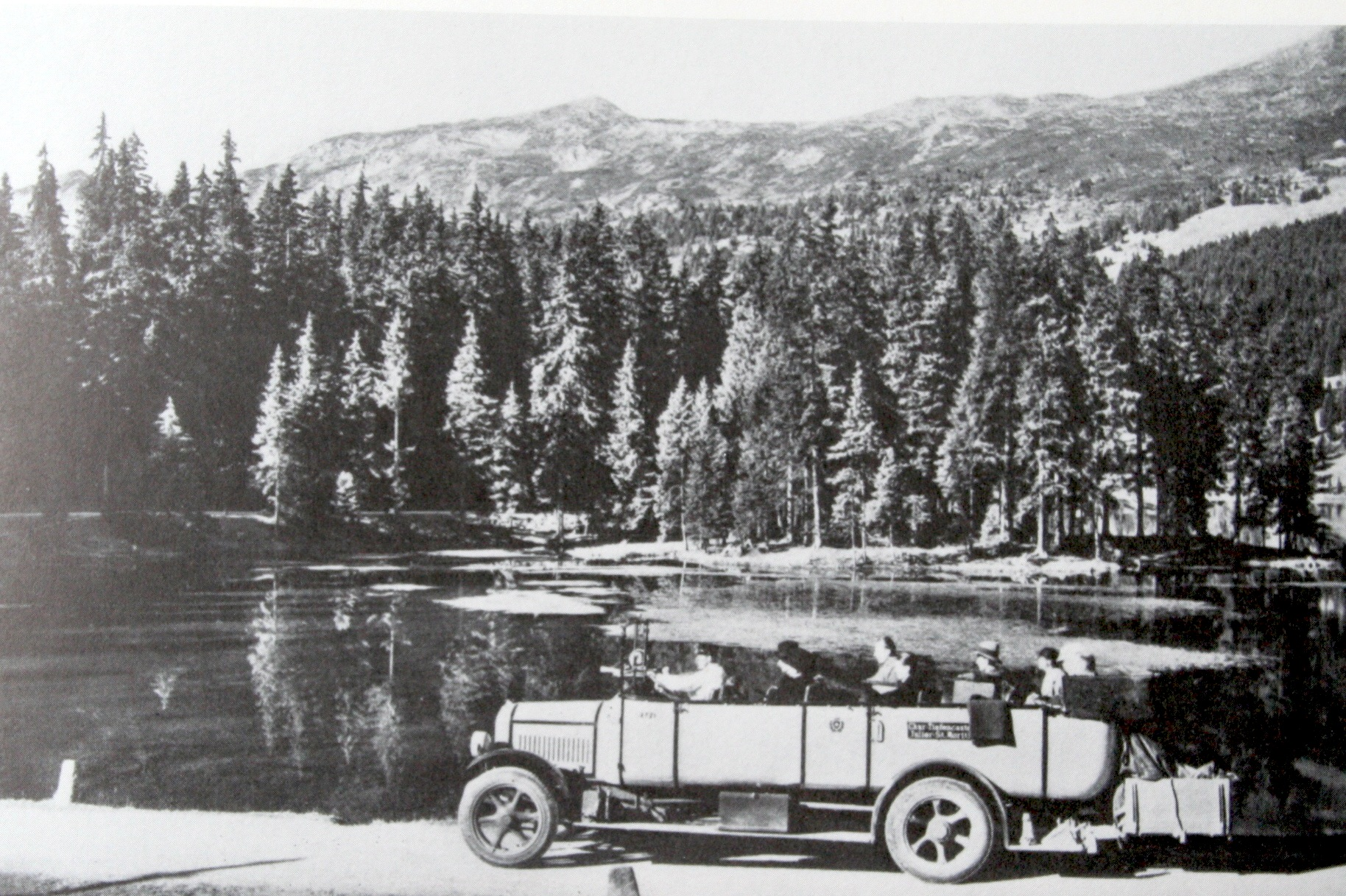
Postauto am Heidsee in Lenzerheide (1920)

Infolge der COVID-19-Pandemie verzeichnete Postauto im Jahr 2020 einen Einbruch im Personenverkehr von rund 25 Prozent.

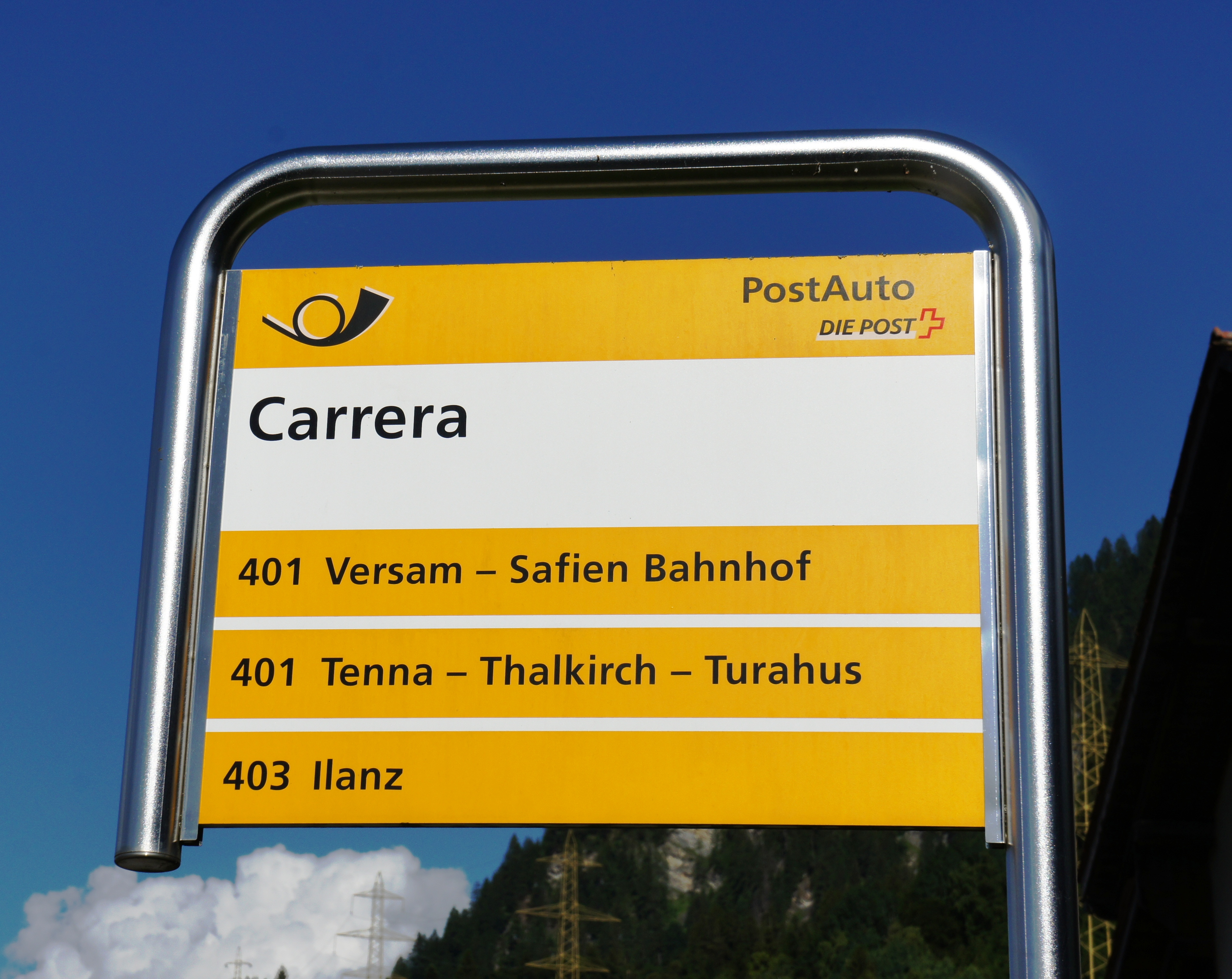
Markierung einer Haltestelle
mit den Kurs-Linien der Postautos

## Merkmale
Ein Postauto ist charakterisiert durch seine gelbe Lackierung. Die Detailgestaltung des Anstrichs und der Aufschriften variierte über die Jahrzehnte. Derzeit besteht sie aus gelbem Fahrzeugrumpf, roter, umlaufender Linie an der Fensterunterkante, weissem Dach und einem grossen, stilisierten Posthorn an den Seitenflächen.
Stark mit dem Postauto in Verbindung gebracht wird auch das charakteristische Dreiklanghorn, dessen Tonfolge aus dem Andante der Ouverture zu Rossinis Wilhelm Tell stammt und die Töne cis-e-a in A-Dur umfasst. Das Dreiklanghorn wird im Linienverkehr auf Bergpoststrassen zur Signalgebung oder Warnung benutzt, zum Beispiel vor unübersichtlichen Kurven; auch Busse anderer konzessionierter Unternehmen dürfen es für diesen Zweck verwenden. Im Dreiklanghorn lebt die Tradition des Posthorns weiter. Die Postautos und anderen Busse auf Bergpoststrassen sind neben Polizei- und Rettungsfahrzeugen die einzigen Motorfahrzeuge in der Schweiz, für die Mehrklanghörner zugelassen sind. Im Verkehr dürfen Posthörner nur auf den Strassen mit dem gelben Horn auf blauem Grund zum Einsatz kommen, wobei nicht klar ist, wie viele dieser Strassen es gibt. Statistiken dazu gibt es nicht.
Mit dem Einbruch in neue Märkte, zum Beispiel den Betrieb von Ortsbussen, gab es auch Postautos in anderen Farben. Eine neue Entwicklung setzte ein, als der Kanton Aargau von allen Bus- und Schmalspurbahnunternehmen verlangte, ihren Fahrzeugen ein einheitliches weisses Erscheinungsbild mit schwarz-rot-blauen Streifen zu verpassen, um die Zugehörigkeit zum Tarifverbund A-Welle zu dokumentieren. Dieses neue Farbkonzept löste allerdings bei vielen Aargauern Empörung aus. Durch die Kompetenzübertragung vom Kanton Aargau an den A-Welle Rat wird es neu den Transportunternehmungen überlassen, entweder das A-Welle-Design oder ihr eigenes Erscheinungsbild (mit A-Welle Signet) anzuwenden. PostAuto beschafft demnach die neuen Fahrzeuge wieder im traditionellen Postgelb.

## PostAuto AG

### Das Unternehmen

Logo CarPostal (französisch)

Logo Autopostale (italienisch)

PostAuto (französisch CarPostal, italienisch AutoPostale, rätoromanisch AutoDaPosta) ist ein Konzernbereich der Schweizerischen Post. Dieser ist wie folgt strukturiert:
- Markt Schweiz mit den Regionen Bern, Nordschweiz, Wallis, Westschweiz, Graubünden, Ostschweiz, Tessin, Zentralschweiz, Zürich sowie die PostAuto Liechtenstein Anstalt
- Markt International, umfassend 10 Tochtergesellschaften in Frankreich
- Finanzen und Informatik
- Produktion
- Kommunikation und Public Affairs
- Strategie und Projekte
- Mobilitätslösungen
- Personal

Das Schweizer Geschäft des Konzernbereichs, der ebenfalls für die Führung der Gesellschaften in Frankreich und im Fürstentum Liechtenstein verantwortlich ist, läuft seit Februar 2005 unter eigener Rechtspersönlichkeit als PostAuto Schweiz AG (seit 2019: PostAuto AG) mit Sitz in Bern.
PostAuto betreibt als konzessioniertes Transportunternehmen in der Schweiz aktuell 869 Postautolinien mit 2193 Postautos. Auf dem Liniennetz von 11'869 km werden jährlich rund 141 Millionen Passagiere befördert. Die Linien werden entweder durch eigenes Personal der PostAuto AG (Regiebetriebe) oder durch die rund 150 Auftragnehmer die sogenannten PostAuto-Unternehmen mit eigenem Personal betrieben. Die PostAuto AG beschäftigt 2287 Personen/FTE (administratives Personal und Fahrpersonal), die nach privatrechtlichem Gesamtarbeitsvertrag angestellt sind. Bei den PostAuto-Unternehmen sind 1628 Personen (FTE) beschäftigt.
PostAuto bietet umfassende Dienstleistungen im öffentlichen, halböffentlichen und privaten Personenverkehr an:
- PostAuto: Linienverkehr (Ortsverkehr, Regionalverkehr, Fernverkehr, Ausflugsverkehr)
- PubliCar: Rufbussystem für schwach besiedelte Gebiete
- PubliRide: PubliRide ist das gemeinsame regionale Mitfahrnetzwerk von PostAuto und flinc AG. Es vereint Fahrgemeinschaften und den öffentlichen Verkehr.
- ScolaCar: Kleinbusse für den Schülertransport
- Reisen und Freizeit: privater Reiseverkehr (Pauschalreisen und Charterverkehr)

PostAuto nimmt als Systemführer im öffentlichen Busverkehr verschiedene Systemleistungen wahr. Dazu gehört beispielsweise der Betrieb von IT-gestützten Verkaufssystemen für mehrere Unternehmungen innerhalb eines Tarifverbunds.
Im Kanton Jura betreibt PostAuto das Busnetz MOBIJU.

### Transportrechte, Abgeltung
Ursprünglich umfasste das Postregal auch die regelmässige und gewerbsmässige Personenbeförderung auf der Strasse. Die Post konnte mittels Konzessionen auch anderen Unternehmen erlauben, auf eigene Rechnung Buslinien einzurichten. Dieses Recht nahm der Bund später an sich, und 1999 wurde das Personenbeförderungsregal generell auf den Bund übertragen. Seither benötigt die Post bzw. PostAuto selbst eine Personenbeförderungskonzession. Ausserdem ist es möglich, Linien im Wettbewerb auszuschreiben und die Konzession sowie den Auftrag an ein anderes Unternehmen zu übertragen. PostAuto ist dasjenige Unternehmen des öffentlichen Verkehrs, welches in der Schweiz bisher am meisten dem Ausschreibungs-Wettbewerb ausgesetzt war. PostAuto konnte sich bisher im Wettbewerb behaupten und hat die Mehrheit der Ausschreibungen gewonnen. Beispiele sind die Linien in Interlaken, Entlebuch, Spiez, Laupen. Es gab aber auch Ausschreibungen, die PostAuto nicht gewann, wie zum Beispiel die Linien im Sarganserland oder diejenigen im Oberengadin. Per Dezember 2027 hat PostAuto die Linien im Bergell, inklusive dem Palm-Express, an Engadin Bus verloren.
Bis 1995 wurden Defizite des damaligen Postautodienstes mit Gewinnen aus dem Telecom-Bereich der damaligen PTT (heute Die Schweizerische Post und Swisscom) finanziert, diejenigen der übrigen Bus-Transportunternehmen und der sog. Privatbahnen durch die Kantone. 1996 wurde mit der Revision des Eisenbahngesetzes die ÖV-Finanzierung verkehrsträgerübergreifend harmonisiert. Dabei galt fortan das Bestellprinzip, nach welchem alle Unternehmen des Regionalen öffentlichen Personenverkehrs (PostAuto, andere Busunternehmen, Eisenbahnen, Schiffe, Seilbahnen) ihre Leistungen den Bestellern (Bund und Kantone) im Voraus offerieren mussten. Seither werden die Linien des Regionalverkehrs durch den Bund und die Kantone gemeinsam bestellt und die offerierten ungedeckten Kosten abgegolten. Die Mitfinanzierung durch den Bund ist an gewisse Bedingungen geknüpft, so muss beispielsweise eine Spartenrechnung geführt werden.
Die Offerten, welche die Transportunternehmungen den Kantonen als federführende Besteller einreichen sind verbindlich. Eine nachträgliche Defizitdeckung ist ausgeschlossen. Dadurch haben die Transportunternehmungen das Risiko, Verluste einzufahren, können aber auch Gewinne erzielen. PostAuto schreibt 2014 das 16. Mal in Folge schwarze Zahlen.

### Kooperation im öffentlichen Verkehr
Postautolinien sind Teil des Systems „öffentlicher Personenverkehr“ der Schweiz. Sie versorgen alpine Seitentäler, Gebiete ohne Bahnanschluss und touristische Ziele, fahren aber auch im Agglomerationsverkehr sowie in Städten (z. B. Brig, Martigny, Interlaken, Moutier, sowie als Transportbeauftragte in Sion, Delsberg und Bellinzona). Postautolinien bedienen meistens einen Bahnhof, um den Anschluss an das Eisenbahnnetz sicherzustellen oder sie sind mit anderen Buslinien verknüpft. Die Fahrpläne von Buslinien werden in der Schweiz generell im Bestell- und Fahrplanverfahren auf die Fahrpläne der Züge abgestimmt. Soweit möglich, wird im Taktfahrplan gefahren. Die Anzahl der Fahrten pro Linie richtet sich nach der Nachfrage, in der Regel verkehren mindestens vier Kurspaare pro Tag. In den Agglomerationen gilt der Halbstunden- oder Viertelstundentakt.
PostAuto ist in den so genannten Nationalen Direkten Verkehr (NDV) eingebunden, dem Schweizer Tarifverbund. Dabei kann ein Fahrausweis für eine Reise über Linien verschiedener Unternehmen und auch verschiedener Verkehrsmittel gekauft werden. Zudem gelten das Halbtaxabonnement und das Generalabonnement. Auf Linien des touristischen Verkehrs, die nicht ganzjährig verkehren oder keine Erschliessungsfunktion für ganzjährig bewohnte Ortschaften haben, bezahlt die öffentliche Hand keine Abgeltung der ungedeckten Kosten. Alle Fahrausweise des öV sind aber auch auf diesen PostAuto-Linien gültig. Bei den Pauschal-Fahrausweisen (z. B. das Generalabonnement des öffentlichen Verkehrs) wurden deshalb Zuschläge erhoben. Diese Zuschläge (Alpine Ticket) wurden ab Fahrplanwechsel 2014 aufgehoben. Wo regionale Tarifverbünde bestehen, gelten die entsprechenden Tarife auch auf den PostAuto-Linien. PostAuto gehört zu den Gründungsmitgliedern des im Dezember 2021 auf Initiative der Mobilitätsakademie gegründeten Branchenverbands Swiss Alliance for Collaborative Mobility (kurz CHACOMO). Bis 2035 will das Alliance-Swisspass-Mitglied nur noch digitale Billette anbieten.

### Subventionsskandal
Im Februar 2018 geriet Postauto Schweiz in die Schlagzeilen, weil das Unternehmen durch mutmasslich gesetzeswidrige Umbuchungen im Verlaufe mehrerer Jahre rund 200 Millionen Franken zu viel Abgeltungen von Bund und Kantonen erhalten hatte. Die von Pascal Stirnimann neu aufgebaute Revisionsstelle des Bundesamtes für Verkehr (BAV) stellte diesen «grössten Subventionsbetrug der Schweizer Geschichte» fest.
Die Post erstattete die mutmasslich missbräuchlich bezogenen Subventionen dem Bund und den Kantonen freiwillig zurück. Der Leiter Daniel Landolf zog seinen bereits seit längerem auf April geplanten Rücktritt vor und der Finanzchef wurde umgehend von seinen operativen Aufgabe entbunden.  In Folge des Skandals ist die Post-Chefin Susanne Ruoff am 8. Juni 2018 zurückgetreten. Nachdem ein von der Post in Auftrag gegebener Untersuchungsbericht der Advokatur Kellerhals Carrard die mutmasslich gesetzeswidrigen Umbuchungen aufgezeigt hatte, wurde am 11. Juni 2018 die gesamte Geschäftsleitung freigestellt und deren Boni einbehalten. Der Untersuchungsbericht der Post ist umstritten, da in diesem ein brisantes Protokoll des Post-Verwaltungsrates fehlte, in welchem der Verwaltungsrat darüber diskutierte, ob man Gewinne nicht in andere Bereiche verschieben könnte. Zudem wurde der Bericht von derjenigen Advokatur (Kellerhals Carrard) erstellt, welche vorher als Berater für die Post tätig war. Der Preisüberwacher Stefan Meierhans stellte bereits 2012 Fragen zum hohen Postauto-Gewinn. Das BAV hätte jedoch die nötigen Untersuchungen unterlassen.
Das Bundesamt für Polizei fedpol führte ein Verwaltungsstrafverfahren gegen die Post. Im Februar 2019 wurde bekannt, dass gegen den ehemaligen Leiter Postauto und den damaligen Finanzchef sowie weiteren Geschäftsleitungsmitgliedern wegen Leistungsbetrug ermittelt wird. Aufgrund von gravierenden Verfahrensmängeln erklärte das Wirtschaftsstrafgericht des Kantons Bern im Dezember 2020 sämtliche Untersuchungsergebnisse des fedpol für nichtig. Das fedpol legte daraufhin Beschwerde beim Berner Obergericht ein. Dieses entschied im Mai 2021 nicht auf die Beschwerde einzutreten.
Im März 2024 wurde bekannt, dass fünf ehemalige Beschäftigte der Post wegen Leistungsbetrugs und zwei weitere ehemalige Beschäftigte – einer davon ein ehemaliger Verwaltungsrat der Post – wegen Unterlassung der Verhinderung des Leistungsbetrugs vom fedpol zu Geldstrafen und Bussen verurteilt wurden. Die Strafbescheide sind noch nicht rechtskräftig, noch können die Betroffenen Einsprache erheben.
Im Februar 2021 wurde bekannt, dass das BAV, welches 2018 die Anschuldigungen erhob, bereits 2013 die Pläne von Postauto kannte, eine Holdingstruktur mit Transferpreisen einzuführen, welche es Postauto ermöglicht hätte, die in den bundesrätlichen Zielen von der Post geforderten und vom BAV als rechtswidrig bezeichneten Gewinne zu realisieren und den Zielkonflikt zu beheben.

### Flotte

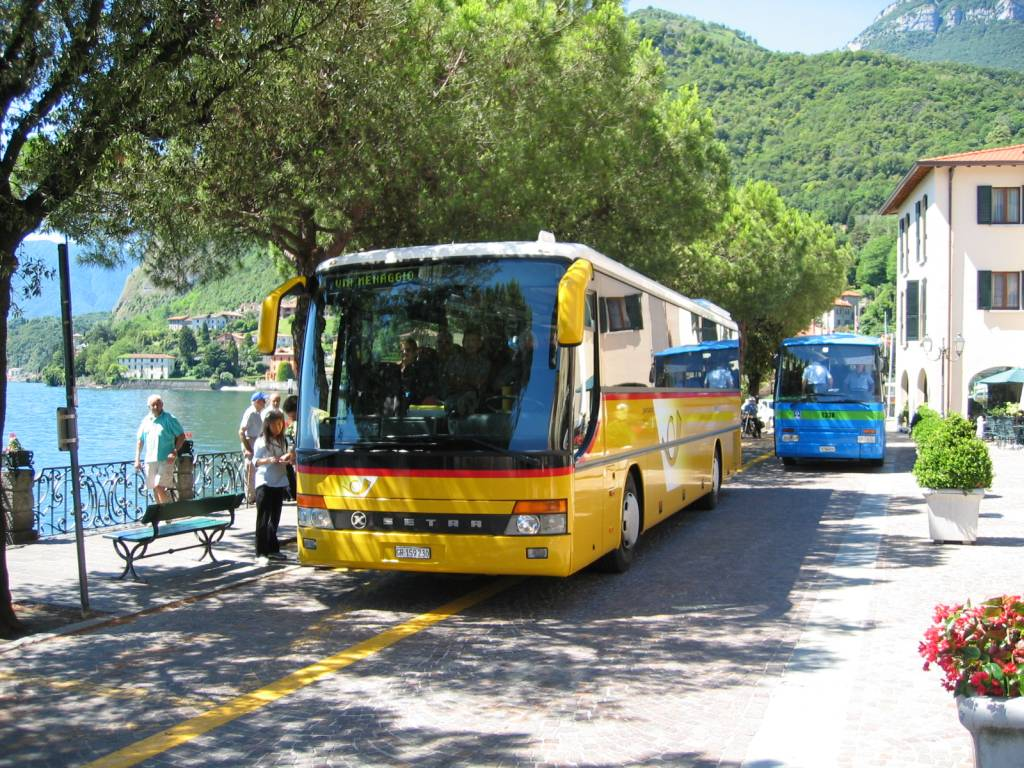
Postauto «Palm-Express» in Menaggio
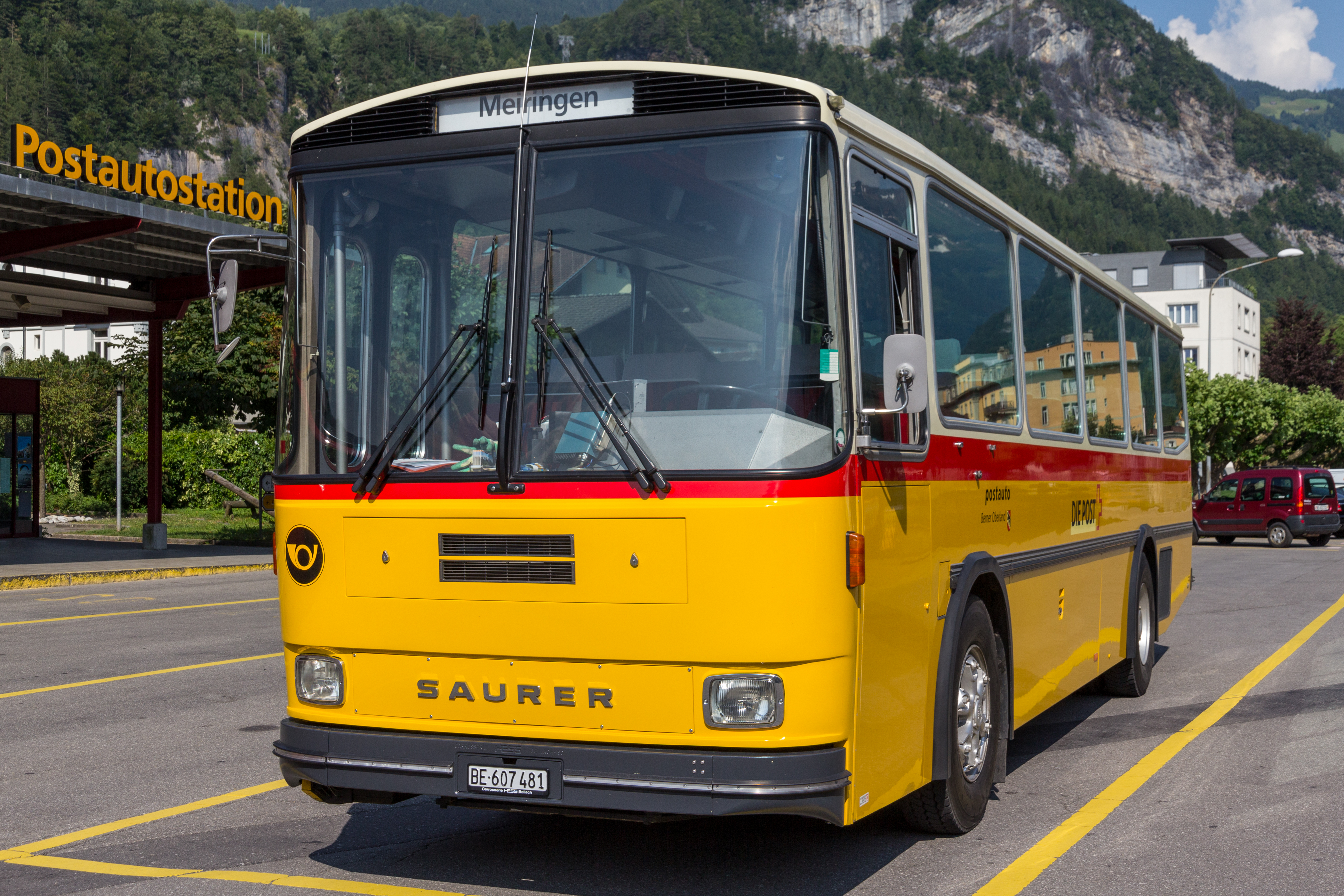
Postauto Saurer RH525
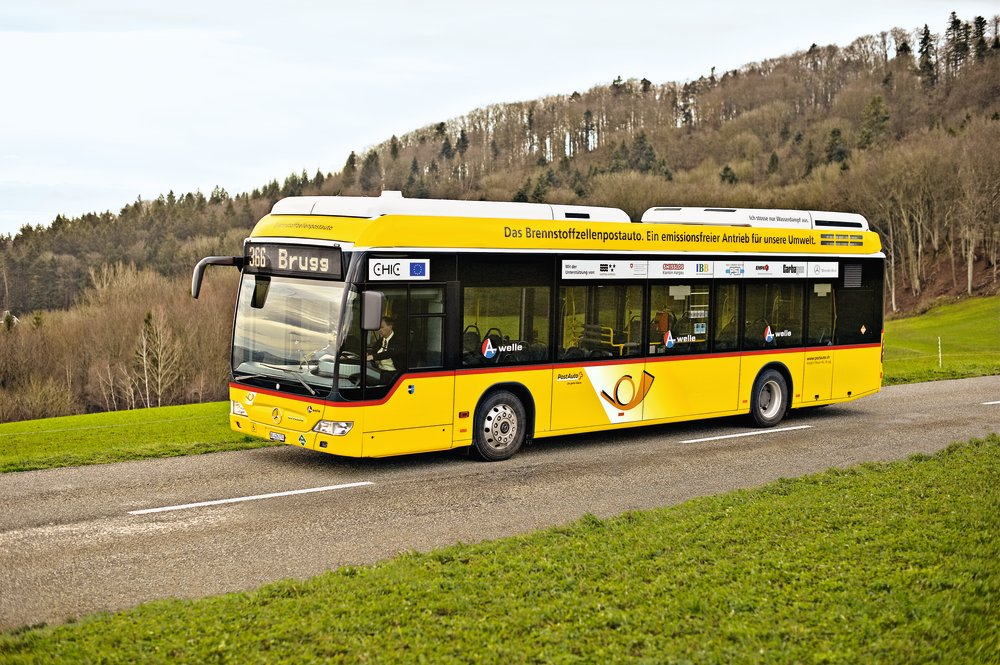
Ein Brennstoffzellenpostauto, unterwegs zwischen Scherz und Brugg.
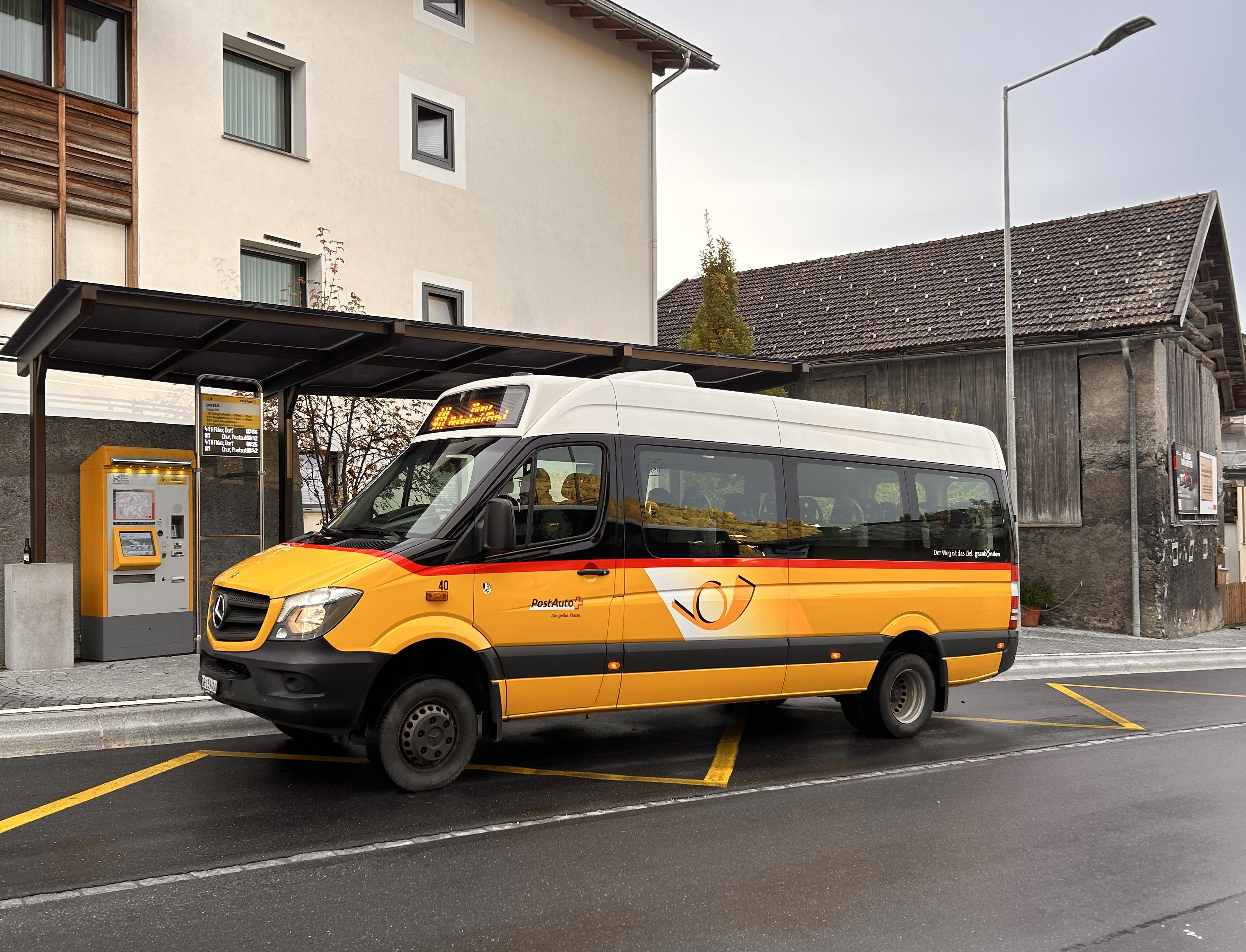
Mercedes Sprinter in Laax
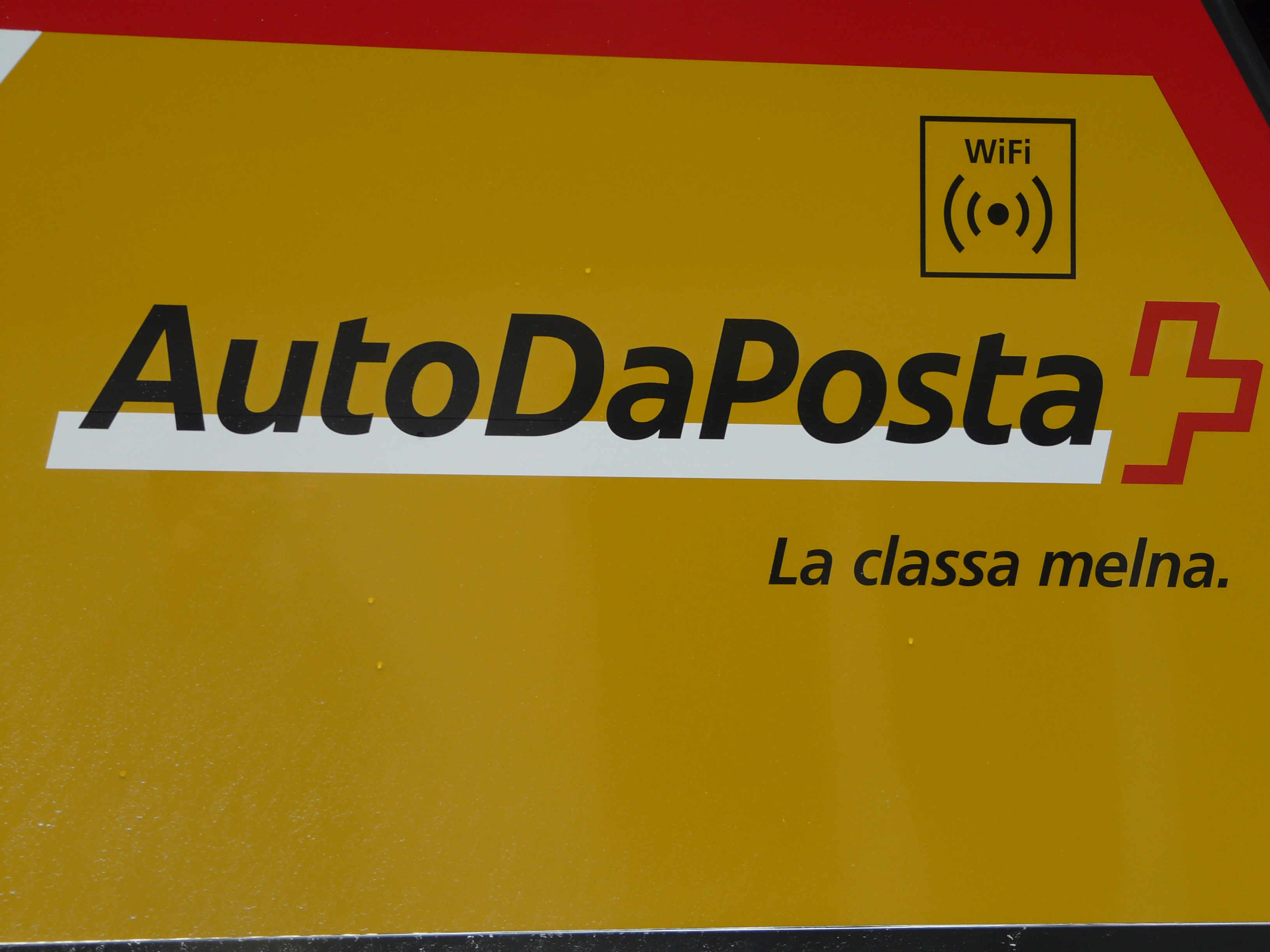
Postauto mit WiFi (rätoromanisch)
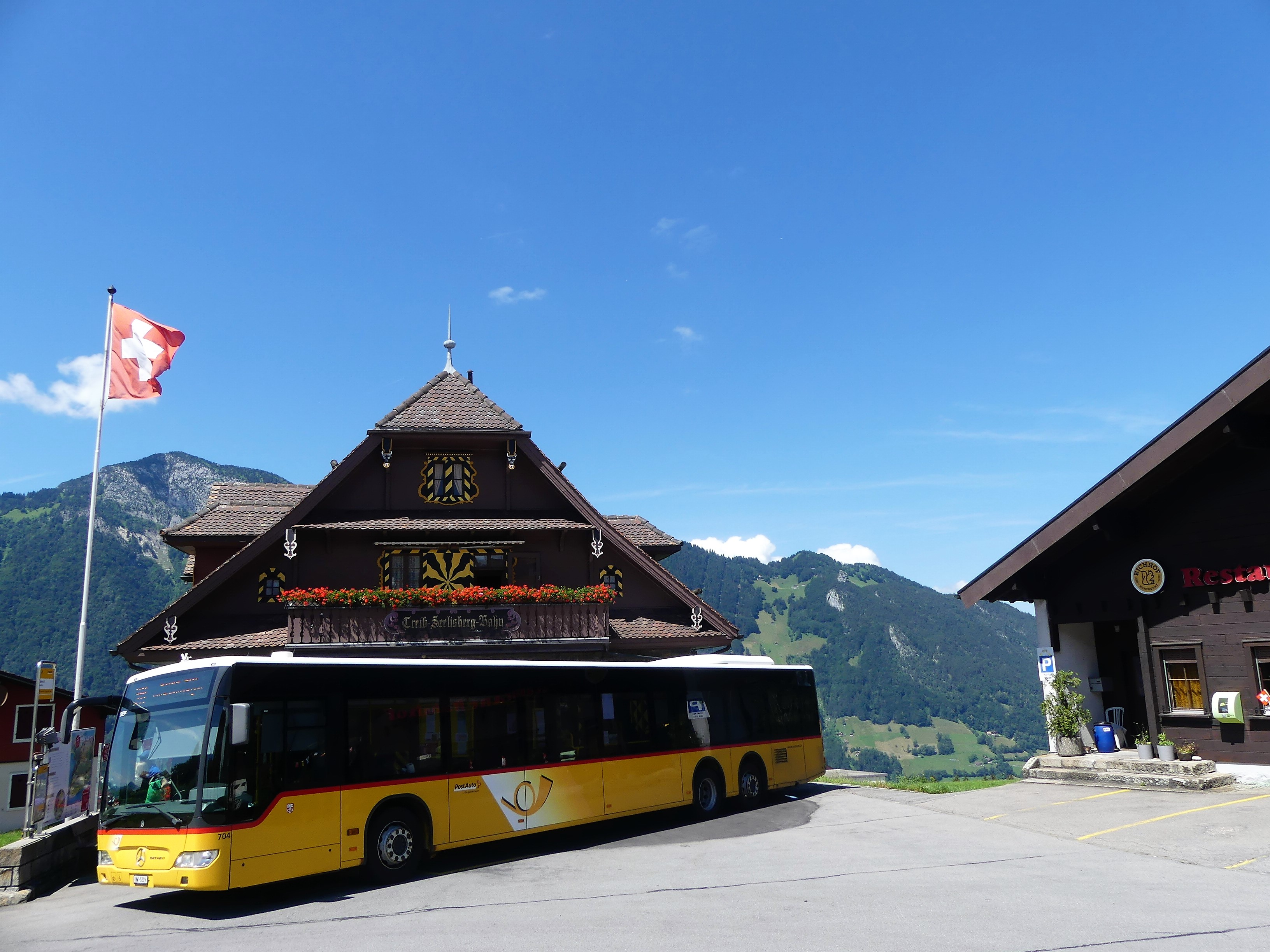
Postauto vor der Bergstation der Treib-Seelisberg-Bahn

Um die Klimaneutralität zu erreichen, will die Postauto AG bis ins Jahr 2040 die gesamte Postautoflotte auf Batteriebusse umstellen. Mit Stand 2023 waren 20 der aus rund 2300 Fahrzeugen bestehenden Postauto-Flotte umgestellt. Bis Ende 2024 sollen es 100 sein und ab 2028 sollen keine neuen Dieselbusse mehr bestellt werden. Für neue Busse gelten Klimaanlage, optische und akustische Fahrgastinformation sowie gratis WiFi als Standard. Der Fahrzeugpark wurde und wird kontinuierlich erneuert. Die Spanne der Fahrzeuge reicht von Kleinbussen (zum Beispiel Fiat Ducato, Mercedes-Benz Sprinter) über Niederflurbusse (zum Beispiel Mercedes Citaro, Solaris Urbino 12), Überlandbusse (Volvo 8900, Setra 412UL) bis hin zu zweistöckigen Linienbussen (Van Hool Astromega, MAN Lion’s City A39, Alexander Dennis Enviro500). Im Rahmen des Projekts CHIC (Clean Hydrogen In European Cities) waren ab Dezember 2011 in Brugg, Kanton Aargau, fünf Brennstoffzellenpostautos im Einsatz. In Sitten, Kanton Wallis, waren von Juni 2016 bis Oktober 2021 versuchsweise zwei autonome Elektro-Shuttlebusse des Herstellers Navya in Betrieb.
Früher setzte PostAuto zahlreiche Busse aus Schweizer Produktion ein. Diese kamen von FBW, Saurer und Berna, nach dem Zusammenschluss von FBW und Saurer 1982 von der Nutzfahrzeuggesellschaft Arbon & Wetzikon (NAW), später NAW Nutzfahrzeuge AG, und sind vereinzelt immer noch im Einsatz. Die Bus-Aufbauten stammten oft von Karosseriewerkstätten, zum Beispiel Carrosserie Hess.
Im Charterverkehr kommen auch Reisecars (Reisebusse) zum Einsatz; diese verkehren teils unter der Bezeichnung PostCar und unterscheiden sich optisch von den Linienfahrzeugen durch ein Bild einer Gotthardpostkutsche auf den Seitenwänden, die mit einem Posthorn geschmückt sind.
Sämtliche Busse, inklusive diejenigen, welche durch die PostAuto-Unternehmen betrieben werden, werden durch die PostAuto AG beschafft. Die Beschaffung der verschiedenen Einsatztypen (z. B. Stadtbus stehplatzoptimiert, Überlandbus sitzplatzoptimiert, Gelenkbus) wird gemäss WTO-Regeln im 2-Jahres-Rhythmus ausgeschrieben. Die PostAuto Schweiz AG beschafft so pro Jahr zwischen 80 und 120 Fahrzeuge.
Je nach Region fuhren manche Postautokurse noch in den späten 1980er und den 1990er Jahren mit Anhängern, mit welchen auch zwischen grösseren Dörfern Brief- und Paketsendungen befördert wurden.

### Aktivitäten im Ausland

#### Liechtenstein
Durch den Staatsvertrag zwischen der Schweiz und Liechtenstein war unter anderem auch das Postwesen auf die Schweiz übertragen worden. Dadurch war die damalige PTT bis zum Auslaufen der Verträge im 2001 auch im Fürstentum tätig. Das operative Geschäft betrieb ein Postautohalter.
Vom 1. Juni 2001 bis Ende 2021 betrieb die «PostAuto Liechtenstein Anstalt» den öffentlichen Verkehr in Liechtenstein als Transportbeauftragte des Verkehrsbetriebs LIECHTENSTEINmobil. Hier fahren die Busse in einer grün-gelben Lackierung mit dem Logo des "Liechtenstein Bus". Das Schweizerische Generalabonnement wird ebenso wie Fahrscheine des Verkehrsverbunds Vorarlberg auf allen Liechtenstein Bus-Linien anerkannt.

#### Frankreich
In Frankreich betreibt die Tochtergesellschaft von PostAuto, CarPostal France, in den Städten Dole, Bourg-en-Bresse und Haguenau ein Busnetz. In Dole sind die CarPostal France seit dem 1. Januar 2004 vertreten, die anderen Städte folgten 2005 und 2006. In Lons-le-Saunier leistet CarPostal France seit 2006 technische Assistenz, betreibt aber kein Busnetz. Im Jahr 2009 kamen weitere Netze hinzu (Mâcon, Isère, Agde, Narbonne, Villefranche-sur-Saône); im Jahr 2013 Salon-de-Provence und Menton. Wegen des Subventionsskandals kündigte Post-Verwaltungsratspräsident Urs Schwaller im Juni 2018 an, den Verkauf von Postauto in Frankreich zu prüfen. Im Mai 2019 wurde bekannt, dass Keolis ein verbindliches Kaufangebot für CarPostal France abgegeben hat und der Verkaufsprozess nun vorangetrieben werden könne. Im September 2019 wurde die Transaktion von der französischen Wettbewerbsbehörde genehmigt.

## Trivia

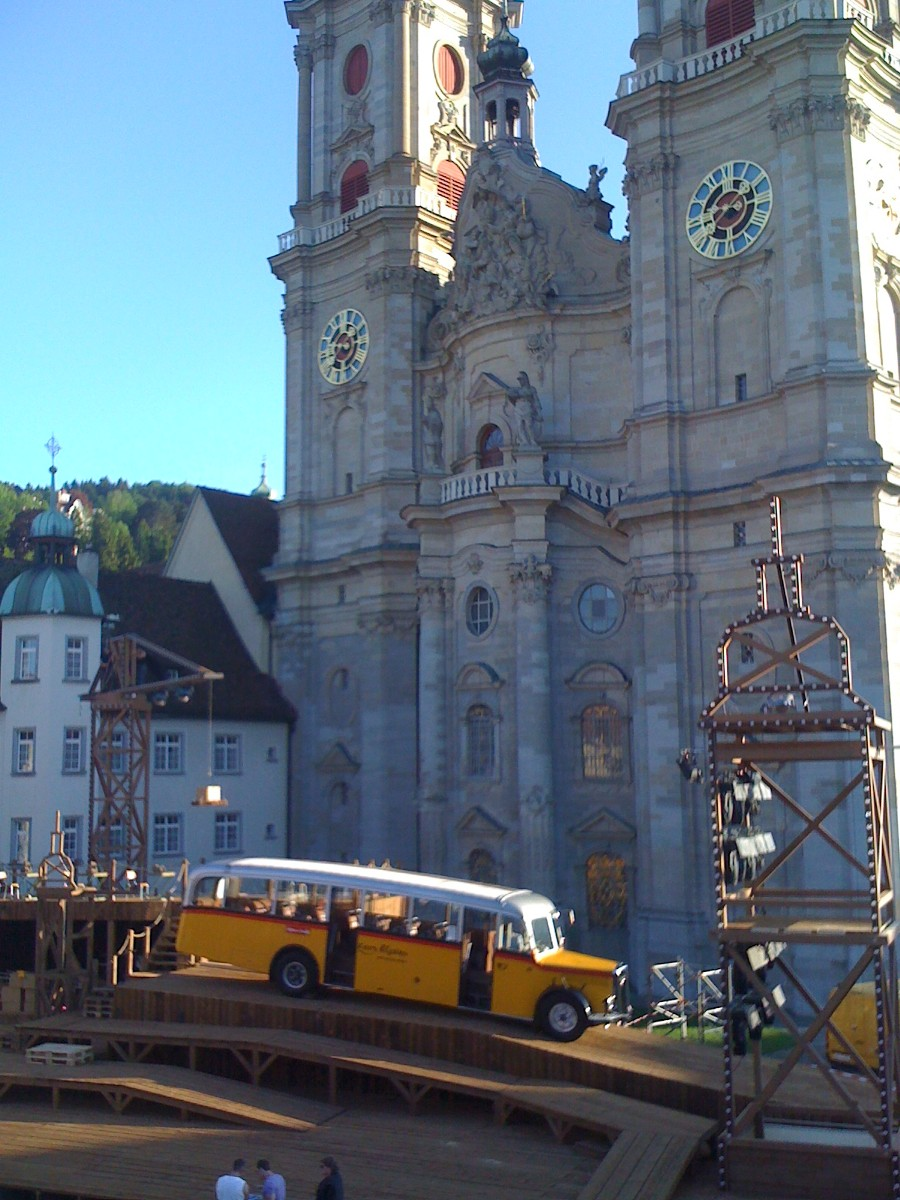
Car-Alpin von Saurer, Typ S4C Baujahr 1948, auf der Bühne der St. Galler Festspiele 2010

- Für den Film Hors Saison des Bündner Filmemachers Daniel Schmid wurde 1991 ein zu dieser Zeit aktuelles Linienpostauto an den Drehort nach Portugal gebracht, um am Filmanfang das Ankommen von Valentin im leerstehenden Grand Hotel seiner Kindertage  darzustellen. Es dürfte sich um die am weitesten von der Schweizer Grenze entfernte Haltestelle eines noch nicht ausgemusterten Postautos gehandelt haben.

- Bei den St. Galler Festspielen 2010 wurde ein Postauto auf der Opernbühne eingesetzt. Der Car Alpin aus dem Saurer-Museum, Typ S4C setzte sich zum Beginn der Donizetti Oper Il Diluvio Universale vor den Zuschauern rückwärts auf seinen Standplatz und brachte gleich den Maestro mit. Danach wurden die Utensilien der Noah-Familie darin verstaut. Im zweiten Akt fuhr das Postauto mit Noahs Familie von der Bühne.

- Die steilste Postautostrecke Europas führt vom Tschingelsee zur Griesalp (Linie 220), mit 28 % Steigung in der Pochtenschlucht. Auf den letzten 2 Kilometern überwinden die Postautos 200 Höhenmeter und 20 Haarnadelkurven, am schmalsten Engpass führt die Strasse durch eine 2,20 Meter breite Felslücke.[35]

- Zum Jubiläum 111-Jahre Postauto eröffnete der «Trägerverein historische Postautolinie» zwischen Biglen und Emmenmatt im Berner Emmental eine historische Linie. Sie wurde am 4. Mai 2022 bis nach Langnau im Emmental verlängert. Die Linie wird jeweils am zweiten Sonntag der Monate Mai bis Oktober mit historischen Postautos befahren. Sie ist im offiziellen Kursbuch unter der Liniennummer 30.272 aufgeführt.